# Bomwali
Le bomwali (ou bomali, boumoali, bumali, lino, sangasanga, sanghasangha) est une langue bantoue du groupe de langues makaa-njem (en), parlée par environ 48 100 personnes en Afrique centrale, principalement dans la République du Congo (Sangha), également dans l'Est du Cameroun, à l'est de Moloundou dans le village de Malaba, par environ 6 100 personnes (2000). 